# 1598 Paloque
1598 Paloque eller 1950 CA är en asteroid i huvudbältet som upptäcktes den 11 februari 1950 av den franske astronomen Louis Boyer vid Algerobservatoriet. Den har fått sitt namn efter den franske astronomen Émile Paloque.
Asteroiden har en diameter på ungefär 9 kilometer.